# Frändefors
Frändefors är en tätort i Vänersborgs kommun, Dalsland och kyrkbyn i Frändefors socken.
Frändefors IF har ett herrlag i fotboll som 2024 spelar i div 5 Dalsland.

## Befolkningsutveckling
| Befolkningsutvecklingen i Frändefors 1965–2020 | Befolkningsutvecklingen i Frändefors 1965–2020 | Befolkningsutvecklingen i Frändefors 1965–2020 | Befolkningsutvecklingen i Frändefors 1965–2020 | Befolkningsutvecklingen i Frändefors 1965–2020 |
| ---------------------------------------------- | ---------------------------------------------- | ---------------------------------------------- | ---------------------------------------------- | ---------------------------------------------- |
|                                                |                                                |                                                |                                                |                                                |
| År                                             |                                                |                                                | Folkmängd                                      | Areal (ha)                                     |
| 1965                                           | 1965                                           |                                                | 277                                            |                                                |
| 1970                                           | 1970                                           |                                                | 417                                            |                                                |
| 1975                                           | 1975                                           |                                                | 669                                            |                                                |
| 1980                                           | 1980                                           |                                                | 738                                            |                                                |
| 1990                                           | 1990                                           |                                                | 749                                            | 86                                             |
| 1995                                           | 1995                                           |                                                | 686                                            | 86                                             |
| 2000                                           | 2000                                           |                                                | 627                                            | 86                                             |
| 2005                                           | 2005                                           |                                                | 645                                            | 86                                             |
| 2010                                           | 2010                                           |                                                | 613                                            | 86                                             |
| 2015                                           | 2015                                           |                                                | 640                                            | 97                                             |
| 2020                                           | 2020                                           |                                                | 631                                            | 104                                            |
| Anm.: Ny tätort 1965                           |                                                |                                                |                                                |                                                |